# Union Luxembourg
L'Union Luxembourg era una società calcistica lussemburghese con sede nella città di Lussemburgo. Si è poi fusa nel Racing FC Union Luxembourg.
L'Union venne fondata nel 1925 con una fusione dell'US Hollerich Bonnevoie e del Jeunesse Sportive Verlorenkost. Nonostante l'US Hollerich fosse uno dei migliori club del Lussemburgo, avendo vinto cinque titoli consecutivi, dal 1925 i suoi successi terminarono. Dalla fusione fino alla Seconda guerra mondiale vinse un solo trofeo: il campionato del 1927.
Nel 1940 il nazismo rinominò la squadra, così come tutte le altre, come parte del processo di germanizzazione, chiamandola Verein für Rasenspiele 08 Luxemburg. La fine dell'occupazione e il ritorno alla vecchia denominazione non diedero grandi cambiamenti ai successi della società, che nei quindici anni successivi vinse solo una Coppa del Lussemburgo.
Comunque tutto cambiò rapidamente e l'Union iniziò a vincere con una certa frequenza, con un'altra coppa nel 1959. Fra il 1959 e il 1971 conquista due titoli nazionali e 5 coppe nazionali. Negli anni 1970 e negli anni 1980 finisce numerose volte nei primi quattro della classifica, ma nuovamente passano diciassette anni senza vittoria.
Fra il 1990 e il 1992 l'Union vince tre campionati e si qualifica nuovamente per le coppe Europee. A causa delle pressioni competitive, nonostante i successi, non riesce però ad evitare la necessità di fusioni. Si fonde quindi con CA Spora Luxembourg e CS Alliance 01 Luxembourg, creando così il moderno Racing FC Union Luxembourg, che riparte nella stagione 2004-05. 

## Palmarès

### Competizioni nazionali
- Campionato lussemburghese: 6

1926-1927, 1961-1962, 1970-1971, 1989-1990, 1990-1991, 1991-1992
- Coppa del Lussemburgo: 10

1946-1947, 1958-1959, 1962-1963, 1963-1964, 1968-1969, 1969-1970, 1985-1986, 1988-1989, 1990-1991, 1995-1996
- Éirepromotioun: 1

2003-2004

### Altri piazzamenti
- Coppa del Lussemburgo:

Semifinalista: 1925-1926, 1926-1927, 1929-1930

## Storia nelle coppe europee
- Coppa dei Campioni: 5 volte al primo turno (1962-63, 1971-72, 1990-91, 1991-92, 1992-93)
- Coppa delle Coppe: 8 volte al primo turno (1963-64, 1964-65, 1969-70, 1970-71, 1978-79, 1984-85, 1986-87, 1989-90)
- Coppa UEFA: 5 volte al primo turno (1965-66, 1966-67, 1973-74, 1988-89, 1993-94)

Pur non avendo mai passato un turno, l'Union Lussemburgo ha vinto partite con avversari europei: nel 1970 ha perso in casa del Göztepe Spor Kulübü per 5-0, ma al ritorno ha strappato un successo per 1-0. Il secondo successo arriva contro il Bodø/Glimt, sempre per 1-0, dopo aver perso 4-1.
| Controllo di autorità | VIAF (EN) 70145003813761341400 |